# Kutzwager
Kutzwager is een term waarmee mannen kunnen worden aangeduid die ooit met dezelfde vrouw seks hebben gehad.
Vaak wordt gedacht dat het woord bedacht zou zijn door Wim T. Schippers, die in 1984 voor de toentertijd in Amsterdam gevestigde Toneelgroep Centrum het toneelstuk Kutzwagers schreef. Het Woordenboek der Nederlandsche Taal vermeldt echter als eerste vindplaats een artikel uit 1975 in Vrij Nederland, waaruit valt af te leiden dat het woord toen al geruime tijd in gebruik was. Een andere vindplaats is het boek "Vrijdag" (1964) en later toneelstuk (1969) en film (1980) van de Vlaamse schrijver en regisseur Hugo Claus, waarin het woord dus al eerder in voorkwam.